# Ялинки 1914
«Ялинки 1914» (рос. Ёлки 1914) — російська новорічна кінокомедія 2014 року, приквел Ялинки 3 (2013). В прокат в Україні та Росії фільм вийшов 25 грудня 2014 року.

## Синопсис
Дія фільму відбувається Російській імперії в 1914 році на фоні початку Першої світової війни. Шість новел фільму розповідають про життя росіян різних міст Росії.

## У ролях
- Іван Ургант — Борис Юхимович
- Сергій Свєтлаков — Євген Павлович
- Євгенія Брік — Белла
- Олександр Паль — Іван Філіппов
- Віра Панфілова — Тетяна
- Артур Смольянинов — Петро Кузнецов
- Катерина Шпица — Ксенія
- Володимир Гостюхін — Олексій Володимирович/начальник Петра
- Антон Богданов — Сенько
- Ян Цапник — пан Олександр Аркадійович
- Віктор Вержбицький — граф Востриков
- Олександр Головін — Митя
- Олександр Домогаров-молодший — Федір
- Галина Стаханова — Марія Іллівна (баба Маня)
- Анна Хилькевич — Катя
- Данило Ізотов — Гриша
- Софія Хількова — Глаша
- Ільдар Абдразаков — Федір Шаляпін
- Марія Порошина — мама Гриші і Глаши
- Костянтин Хабенський — офіцер, батько Гриші і Глаши / голос за кадром
- Дато Бахтадзе — генерал Тархан-Моураві
- Євген Пронін — брат Івана
- Ірина Архипова — Антоніна
- Олена Плаксіна — Оля
- Ніна Дворжецкая — Олена Павлівна
- Альберт Філозов — Василь Григорович
- Олександра Назарова — Марія Опанасівна
- Еммануїл Віторган — Олексій Трохимович
- Тетяна Піскарьова — Настасья Фроловна
- Олександр Куріцин — Лев Опанасович
- Олександр Половцев — комендант
- Олександр Баширов — матрос Желєзняк
- Сергій Баталов — Володимир | поранений солдат
- Олександр Комісаров — Серафим
- Андрій Гусєв — аптекар
- Володимир Демидов — господар ательє
- Олександр Чернявський — лікар